# محمد طالب (لاعب كرة قدم)
محمد طالب (مواليد 14 مايو 1988) لاعب كرة قدم إماراتي يجيد اللعب في الظهير الأيسر في نادي الجزيرة الحمراء.
لعب سابقاً مع النادي الأهلي في الفئات السنية لعب بعدها لأندية الرمس ومسافي و دبا الحصن والعروبة و دبي وحتا و أعير إلى العروبة مطلع عام 2018 و لعب بعدها مع نادي الحمرية ونادي الذيد ونادي الجزيرة الحمراء ونادي دبي سيتي.